# Piotr Wu Gousheng
Piotr Wu Gousheng (吳國盛伯鐸) (ur. 1768 r. w Longping, Kuejczou w Chinach – zm. 7 listopada 1814 r. tamże) – święty Kościoła katolickiego, katechista, męczennik.

## Życiorys
Urodził się w biednej niechrześcijańskiej rodzinie. Został ochrzczony w 1796 r. Pracował jako katechista w prowincji Syczuan. Podczas prześladowań został aresztowany 3 kwietnia 1814 r. Poddano go torturom, ale nie doprowadziło to do wyrzeczenia się przez niego wiary. Gdy odmówił podeptania krzyża został skazany na śmierć. Stracono go przez uduszenie 7 listopada 1814 r. 

## Dzień wspomnienia
- 7 listopada (według Martyrologium Romanum)[1]
- 9 lipca w grupie 120 męczenników chińskich

## Proces beatyfikacyjny i kanonizacyjny
Został  beatyfikowany 27 maja 1900 r. przez Leona XIII. Kanonizowany w grupie 120 męczenników chińskich 1 października 2000 r. przez Jana Pawła II.